# L'Arc divin
Pour plus de détails, voir Fiche technique et Distribution.
L'Arc divin (신궁, Shingung) est un film sud-coréen réalisé par Im Kwon-taek, sorti en 1979.

## Synopsis
Une chamane vit dans un village de pêcheur.

## Fiche technique
- Titre original : 신궁, Shingung
- Titre français : L'Arc divin
- Titre anglais : Divine Bow
- Réalisation : Im Kwon-taek
- Scénario : Cheon Seung-se
- Pays d'origine : Corée du Sud
- Format : Couleurs - 35 mm
- Genre : drame
- Durée : 93 minutes
- Date de sortie : 1979

## Distribution
- Yun Jeong-hie :
- KimHui-ra :
- Kim Man :
- Bang Hie :
- Hong Seong-min